# Hans Klinkhammer
Hans Klinkhammer (23 agosto 1953) è un ex calciatore tedesco, di ruolo difensore.
Fece parte del plurititolato Borussia Mönchengladbach degli anni settanta, con cui conquistò tre campionati tedeschi e due Coppe UEFA.

## Carriera
Klinkhammer arrivò al Borussia Mönchengladbach a 19 anni, ma nella sua prima stagione sotto l'allenatore Hennes Weisweiler non riuscì a trovar spazio, chiuso dai forti titolari Henning Jensen, Shmuel Rosenthal e Bernd Rupp. Fece il suo esordio in Bundesliga l'anno seguente, il 25 agosto 1973, nella vittoria per 4-2 contro il Wuppertaler SV, diventando ben presto uno dei punti fermi della difesa bianconera. Nonostante le sue prestazioni non ebbe fortuna con la Nazionale, riuscendo ad ottenere solo una convocazione nella selezione B nel 1977.
Nel 1980, dopo 149 presenze in campionato e 22 nelle coppe europee, lasciò il Borussia per andare al Monaco 1860, dove rimase per due stagioni conoscendo per la prima volta l'onta della retrocessione in Zweite Bundesliga. Chiuse la carriera nel 1983 dopo un'ultima stagione in Zweite Bundesliga con la maglia dell'Union Solingen.

## Palmarès

### Competizioni nazionali
- Campionato tedesco: 3

Borussia M'gladbach: 1974-1975, 1975-1976, 1976-1977
- Coppa di Germania: 1

Borussia M'gladbach: 1972-1973

### Competizioni internazionali
- Coppa UEFA: 2

Borussia M'gladbach: 1974-1975, 1978-1979